# Federal Reserve Bank van Kansas City

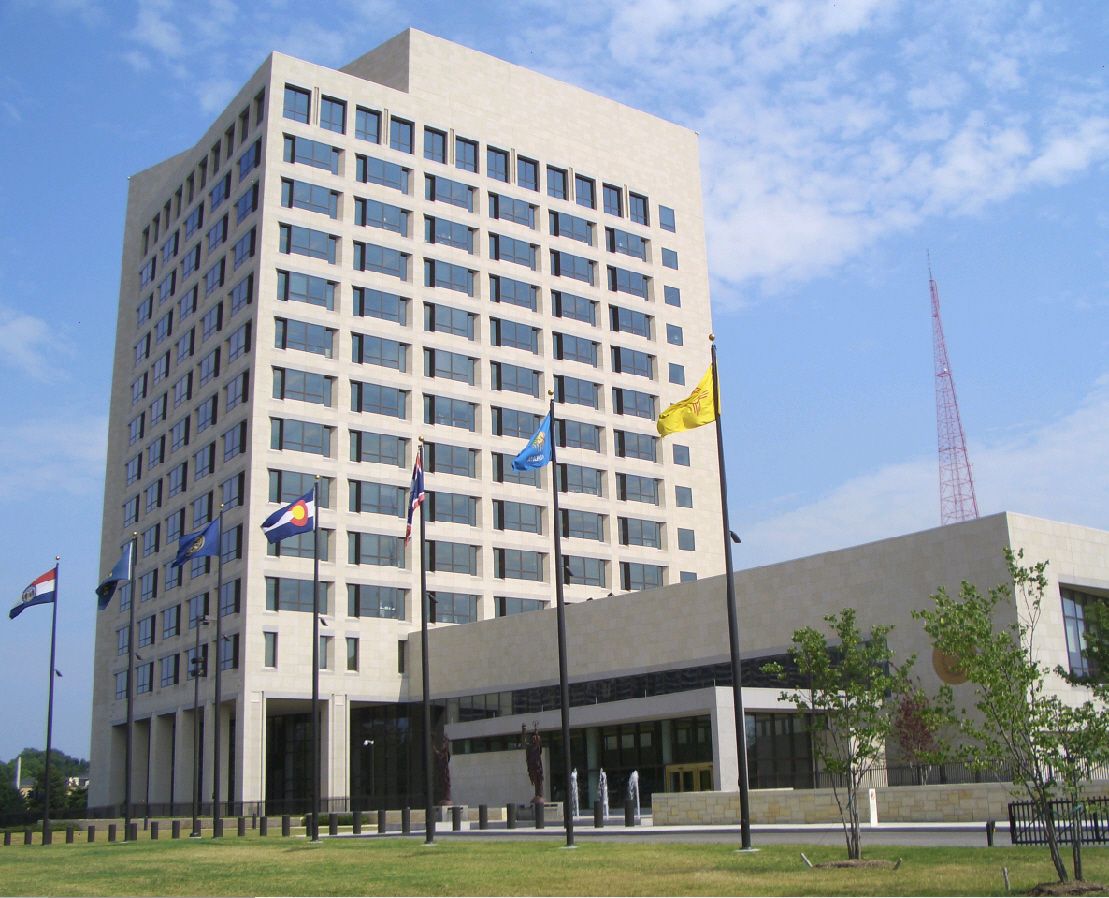
Federal Reserve Bank van Kansas City, in Kansas City (Missouri), ontworpen door Henry N. Cobb, in gebruik genomen in 2008.

De Federal Reserve Bank van Kansas City beslaat het 10e district van de Federal Reserve. Onder dit 10e district vallen de staten Colorado, Kansas, Nebraska, Oklahoma, Wyoming en delen van West-Missouri en Noord-New Mexico. De Bank heeft nevenvestigingen in Denver, Oklahoma City en Omaha (Nebraska). De huidige president is Thomas M. Hoenig. Wat betreft de omvang van het afgedekte geografisch gebied is de Federal Reserve Bank van Kansas City na die van de Federal Reserve Bank van San Francisco de grootste in oppervlakte.
Federal Reserve Notes uitgegeven door de bank kunnen worden herkend door de "J" op de voorzijde van een- en tweedollarbiljetten en de J10 op de voorzijde van de andere biljetten. 